# Kaïrat
Pour plus de détails, voir Fiche technique et Distribution.
Kaïrat (Кайрат) est un film kazakh réalisé par Darezhan Omirbaev, sorti en 1992.

## Synopsis
À Almaty, Kaïrat est chauffeur de bus. Il fait la rencontre d'une jeune fille.

## Fiche technique
- Titre original : Кайрат
- Titre français : Kaïrat
- Réalisation et scénario : Darezhan Omirbaev
- Pays d'origine : Kazakhstan
- Format : Noir et blanc - 35 mm
- Genre : drame
- Durée : 72 minutes
- Date de sortie :
  -  Suisse : aout 1992 (Festival international du film de Locarno - première)
  -  Canada : 18 septembre 1992 (Festival international du film de Toronto)
  -  France : novembre 1992 (Festival des 3 Continents - Nantes) ; 31 décembre 1997 (sortie nationale)

## Distribution
- Samat Beysenbin :
- Baljan Bisembekova :
- Indira Jeksembaeva :
- Kariat Mahmetov :